# Reglas de Hamburgo

Las Reglas de Hamburgo (en inglés, Hamburg Rules) son una serie de normas que se aplica al transporte internacional de bienes. Se redactaron en la «Conferencia Internacional sobre el Transporte de Mercancías por Mar» (International Convention on the Carriage of Goods by Sea) organizada por la ONU y se aprobaron en Hamburgo el 31 de marzo de 1978. La conferencia pretendía establecer una base legal uniforme para el transporte marítimo de mercancías, hasta entonces regulado por las Reglas de La Haya—Visby, convenio favorable jurídicamente a las compañías navieras. Entraron en vigor el 1 de noviembre de 1992. Este «Convenio de las Naciones Unidas sobre el Transporte Marítimo de Mercancías (Hamburgo, 1978)» ha sido ratificado por 36 países.
En diciembre de 2008, fueron adoptadas las Reglas de Róterdam que entrarán en vigor un año después de que sean ratificadas por 20 países. España fue el primer país en ratificar las Reglas de Róterdam en enero de 2011. En tanto que no se produzcan las firmas necesarias, seguirán siendo de aplicación las Reglas de La Haya—Visby y las Reglas de Hamburgo.

## Antecedentes
La primera convención sobre el transporte marítimo de mercancías fueron las «Reglas de  La Haya» de 1924. En 1968, se actualizaron, con cambios escasos y se denominaron «Reglas de La Haya—Visby». Este convenio solamente incluye contratos de transporte «de gancho a gancho», sin prevenir el desarrollo posterior del transporte multimodal. 
Las Reglas de Hamburgo de 1978 se introdujeron para proporcionar un entorno más moderno y, a la vez, más equilibrado (menos a favor de las navieras). Mientras que los países menos favorecidos adoptaron rápidamente las Reglas de Hamburgo, los más desarrollados las ignoraron, manteniéndose en las de La Haya—Visby. Aunque parecía lógico que se llegara a un compromiso entre las reglas de La Haya y las de Hamburgo, han aparecido las nuevas y detalladas Reglas de Róterdam que aun no han entrado en vigor por no haberlas ratificado 20 países.

## Aportes
Las Reglas de Hamburgo surgen en la Comisión de las Naciones Unidas para el Derecho Mercantil Internacional, (UNCITRAL, por sus siglas en inglés). Tienen dos objetivos principales:
1. Sustituir los convenios anteriores, básicamente las Reglas de La Haya-Visby.
2. Aumentar la responsabilidad de las navieras, en cuanto porteadores.

Por otra parte, son el primer intento de armonizar las normas de transporte de distintos medios; aparece la pretensión de aplicar los acuerdos del transporte marítimo al transporte terrestre (carretera y ferroviario) y al transporte multimodal.

## Diferencias con las Reglas de La Haya—Visby
Las Reglas de Hamburgo tratan de equilibrar las responsabilidades del cargador y del porteador; además, contemplan la contenerización de la mercancía.
- La naviera es responsable de la mercancía desde la recepción en el puerto de embarque hasta la entrega en el puerto de destino; esto es, «de puerto a puerto» frente a la limitada responsabilidad «de gancho a gancho», que aparece en las Reglas de La Haya—Visby.
- El porteador es presumiblemente culpable de las incidencias y sus consecuencias, mientras la mercancía está a su cargo, hasta que demuestre lo contrario. En las Reglas de La Haya—Visby existe una cláusula que exime al porteador de responsabilidad en el caso de «negligencia o incumplimiento del capitán... en la navegación o en la gerencia del barco», francamente injusta con el cargador.
- El porteador es responsable, por primera vez, del retraso en la entrega; aunque los plazos de entrega no aparecen en el conocimiento de embarque.
- Aumentan: el límite de responsabilidad del porteador, el plazo para reclamar al porteador (por daños aparentes, por daños no aparentes y por retraso) y el tiempo para que prescriban las acciones.

### Límite de responsabilidad del porteador
El límite de responsabilidad del porteador es más alto que en las Reglas de La Haya—Visby. La mayor de las dos siguientes:
- 835 DEG por bulto
- 2,5 DEG por kg bruto de mercancía perdida o averiada.

### Plazos de reclamación y de prescripción
- Reclamación por pérdida o daños aparentes: 24 horas desde la entrega, frente al mismo momento de la entrega, en las Reglas de La Haya—Visby.
- Reclamación por pérdida o daños no aparentes: 15 desde la entrega, frente a tres días, en las Reglas de La Haya—Visby.
- Reclamación por retraso: 60 días desde la entrega (no se contempla en las Reglas de La Haya—Visby).
- Las acciones prescriben: en dos años desde la entrega o la fecha en que debieron entregarse, frente a un año en las Reglas de La Haya—Visby.

## Ratificaciones
Hasta julio de 2025, las Reglas de Hamburgo han sido ratificadas por 36 países.
| País                         | Comentarios |
| ---------------------------- | ----------- |
| Albania                      |             |
| Austria                      |             |
| Barbados                     |             |
| Botsuana                     |             |
| Burkina Faso                 |             |
| Burundi                      |             |
| Camerún                      |             |
| Chile                        |             |
| Ecuador                      |             |
| Egipto                       |             |
| Gambia                       |             |
| Georgia                      |             |
| Guinea                       |             |
| Hungría                      |             |
| Jordania                     |             |
| Kazajistán                   |             |
| Kenia                        |             |
| Lesoto                       |             |
| Líbano                       |             |
| Liberia                      |             |
| Malaui                       |             |
| Marruecos                    |             |
| Nigeria                      |             |
| Paraguay                     |             |
| Perú                         |             |
| República Checa              |             |
| República Dominicana         |             |
| Rumanía                      |             |
| San Vicente y las Granadinas |             |
| Senegal                      |             |
| Sierra Leona                 |             |
| Siria                        |             |
| Túnez                        |             |
| Uganda                       |             |
| Tanzania                     |             |
| Zambia                       |             |